# Mohammed bin Abdul Rahman Al Thani
Xeique Mohammed bin Abdul Rahman bin Jassim Al Thani (Doha, 1 de novembro de 1980) é um político do Catar, ocupa o cargo de primeiro-ministro desde 7 de março de 2023. Assumiu após a renúncia do Sheikh Khalid ibn Khalifa ibn Abdul Aziz Al Thani.
Ocupa concomitantemente o cargo de Ministro do Exterior desde 27 de janeiro de 2016 e fora vice-primeiro-ministro de 15 de novembro de 2017 até a sua promoção. Assim como os demais líderes do Catar, pertence à Casa de Thani.